# Renfe série 311.0
La 311 diesel est une locomotive diesel-électrique en service sur le réseau ferroviaire espagnol.

## Contexte
Au début des années 1980, la Renfe souhaite moderniser son parc de manœuvres et lance un appel d'offres pour deux prototypes de 450 et 700 kW.  Le prototype MTM de 450 kW est retenu, donnant naissance à la série 309.  Concernant le locotracteur de 700 kW, le cahier des charges est clair : il doit s'agir d'un engin de type mixte, capable d'assurer aussi bien un service de manœuvres qu'un service de ligne, de configuration BB, d'un poids approximatif de 80 tonnes, diesel-électrique avec moteurs de traction triphasés.

## Conception
Le projet va être mené à bien sous la direction de l'institut national industriel (INI) avec l'aide du CDTI, et confié à trois entreprises travaillant dans le secteur ferroviaire : MTM, Babcock & Wilcox, et ATEINSA. Les initiales de ces trois firmes, ajoutées au I de INI, vont donner le surnom qui restera attaché à ce prototype : MABI.
La construction débute après étude des différents modèles existant en Europe et visite de différents dépôts Renfe afin d'évaluer les nécessités de la traction.
Le châssis est construit en profilés d'acier soudés, les réservoirs à combustible et à air comprimé étant placés au centre. Les bogies sont bimoteurs, avec suspension primaire par ressorts hélicoïdaux et amortisseurs hydrauliques. La suspension secondaire se fait par amortisseurs horizontaux. Les moteurs de traction sont suspendus par le nez.
Le moteur de 8 cylindres en V suralimenté est une version espagnole d'un modèle MTU, déjà en service sur les locomotives de la série 354 en version 16 cylindres, et dont le dérivé à 6 cylindres doit équiper la série 309. C'est surtout l'équipement de traction à courant alternatif qui constitue la grande nouveauté. L'alternateur est directement relié au moteur Diesel.
Ce prototype sort d'usine en livrée orange avec bandes blanches, dérivée de la livrée Estrella.

## Service
Après livraison, le prototype est remorqué de Madrid à Barcelone pour effectuer les essais de charge du groupe moteur/alternateur. La mise au point des équipements traction est ensuite effectuée sur la ligne Castellbisbal-Mollet S.F., plus précisément entre Cerdanyola-Bellaterra et Rubi, à l'aide de la voiture laboratoire BB 8600. Les premiers essais de traction proprement dit ont lieu en gare de Montcada-bifurcation, à l'aide de wagons citernes, et ensuite à Puigcerda. Le prototype retourne à Madrid par ses propres moyens, avec une escale à Valence où la voiture laboratoire est échangée contre la voiture dynamométrique LLI 5001. De nouveaux essais en charge ont lieu sur la ligne Xàtiva-Alcoy avec une rame de 295 tonnes. Une fois de retour à Madrid, l'engin est affecté à Fuencarral et effectue de nouveaux essais à Chamartin et Aranjuez. La période d'essais se termine officiellement le 12 février 1986. En mars, l'engin est muté à Granollers-Centre où il effectue les manœuvres, mais aussi la traction de trains de conteneurs de et pour Casa-Antunez. De retour à Fuencarral, le prototype y assure les trains de détail le matin, et les remontes l'après-midi. Très apprécié du personnel, le 311-001 va connaitre une importante descendance avec la série 311.1.
Quant au prototype 311-001, il est réformé en 1997 et garé à Casa-Antunez.